# Imán de tierras raras

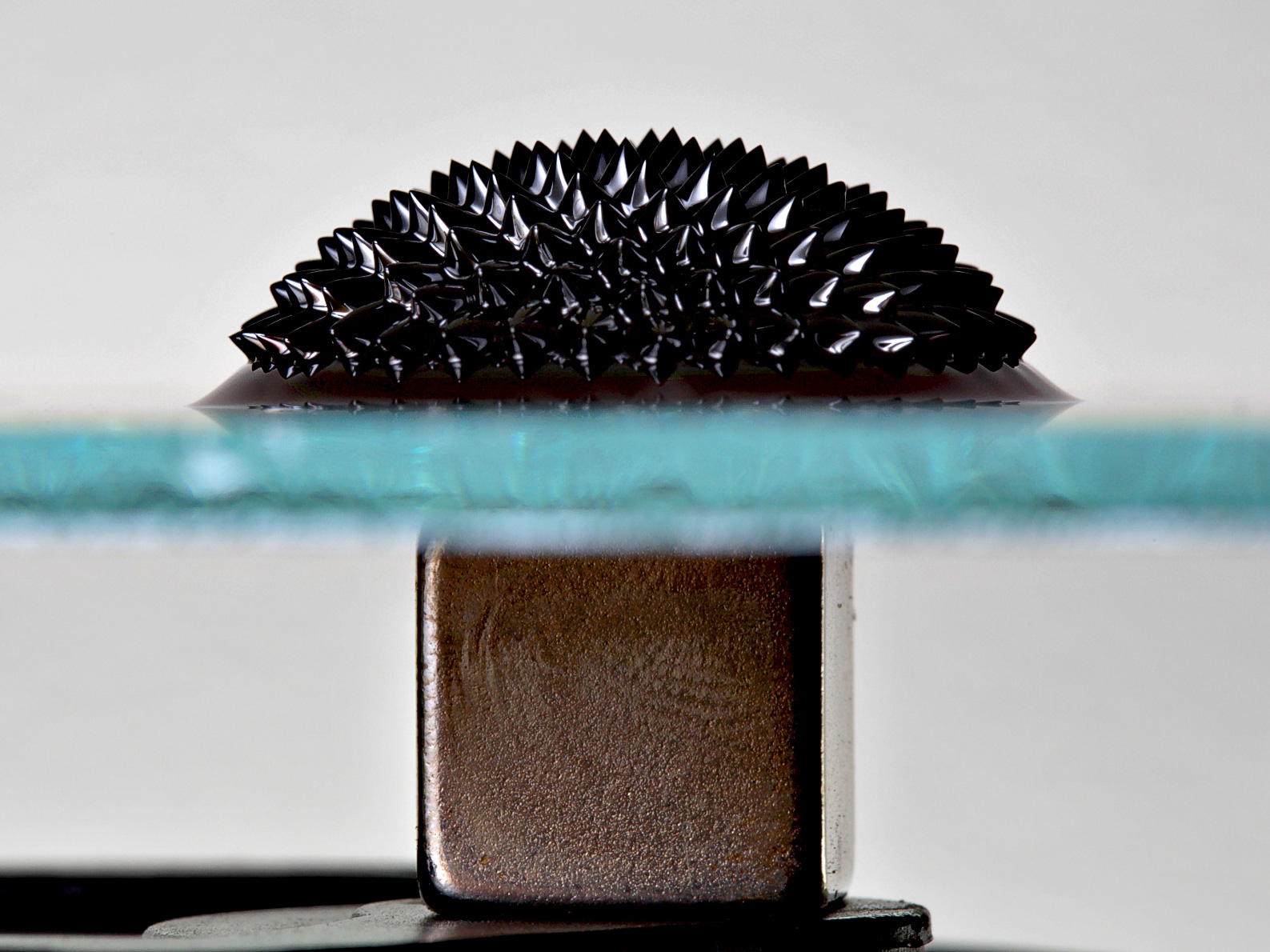
Ferrofluido en vidrio, con un imán de tierras raras debajo de él.

Un imán de tierras raras es un poderoso imán permanente hecho con aleaciones de elementos químicos conocidos como tierras raras. Desarrollados en los años 1970 y 1980, los imanes de tierras raras son el tipo más fuerte de imanes permanentes, produciendo campos magnéticos significativamente más fuertes que otros tipos tales como imanes de ferrita o de alnico. El campo magnético típicamente producido por los imanes de tierras raras pueden ser superiores a 1,4 teslas, mientras que los imanes de ferrita o los cerámicos exhiben típicamente campos magnéticos de 0,5 a 1 tesla. Existen dos tipos: imanes de neodimio e imanes de samario-cobalto. Los imanes de tierras raras son extremadamente quebradizos y también vulnerables a la corrosión, así que son usualmente recubiertos con una capa de metal o de pintura para protegerlos de la rotura o astillamiento.
El término "tierra rara" puede ser malinterpretado, ya que estos metales no son particularmente raros o preciosos; son tan abundantes como el estaño o el plomo. El interés en compuestos de tierras raras como imanes permanentes comenzó en 1966, cuando K. J. Strnat y G. Hoffer del Laboratorio de Materiales de la Fuerza Aérea de Estados Unidos descubrieron que una aleación de itrio y cobalto, YCo5, tenía por mucho la mayor constante de anisotropía magnética que cualquier material conocido.

## Explicación de la fuerza
Los elementos de tierras raras (lantánidos) son metales que son ferromagnéticos, lo que significa que al igual que el hierro pueden ser magnetizados, pero sus temperaturas de Curie están debajo de la temperatura ambiente, así que en su forma pura su magnetismo solo aparece a bajas temperaturas. Sin embargo, forman compuestos con los metales de transición tales como el hierro, níquel, y cobalto, y algunos de estos compuestos tienen temperaturas de Curie superiores a la temperatura ambiente. Los imanes de tierras raras están hechos de estos compuestos.
La ventaja de los compuestos de tierras raras sobre otros imanes es que sus estructuras cristalinas tienen una muy alta anisotropía magnética. Esto significa que un cristal del material es fácil de magnetizar en una dirección particular, pero se resiste a ser magnetizado en cualquier otra dirección.
Los átomos de elementos de tierras raras pueden retener altos momentos magnéticos en el estado sólido. Esta es una consecuencia del llenado incompleto de la subcapa electrónica f, que puede contener hasta 7 electrones desapareados con espines alineados. Los electrones en esos orbitales están fuertemente localizados y por tanto retienen fácilmente sus momentos magnéticos y funcionan como centros paramagnéticos. Los momentos magnéticos en otros orbitales están ocasionalmente perdidos debido al fuerte traslape con los vecinos; por ejemplo, los electrones que participan en enlaces covalentes forman pares con espín neto cero.
Los altos momentos magnéticos a nivel atómico en combinación con un alineamiento estable (alta anisotropía) resultan en una alta fuerza.

## Propiedades magnéticas
Algunas propiedades importantes usadas para comparar imanes permanentes son: remanencia magnética (Br), que mide la fuerza del campo magnético; coercitividad (Hci), que es la resistencia del material a desmagnetizarse; producto de energía (BHmax), que es la densidad de energía magnética; y la temperatura de Curie (Tc), que es la temperatura a la cual el material pierde su magnetismo. Los imanes de tierras raras tienen una mayor remanencia, mucha mayor coercividad y producto de energía, pero (para el neodimio) menores temperatura de Curie que otros tipos. La tabla debajo compara el rendimiento magnético de dos tipos de imanes de tierras raras, de neodimio (Nd2Fe14B) y de samario-cobalto (SmCo5), con otros tipos de imanes permanentes.
| Imán                           | Br (T)   | Hci (kA/m) | (BH)max (kJ/m³) | Tc (°C) |
| ------------------------------ | -------- | ---------- | --------------- | ------- |
| Nd2Fe14B (sinterizado)         | 1.0–1.4  | 750–2000   | 200–440         | 310–400 |
| Nd2Fe14B (depositado)          | 0.6–0.7  | 600–1200   | 60–100          | 310–400 |
| SmCo5 (sinterizado)            | 0.8–1.1  | 600–2000   | 120–200         | 720     |
| Sm(Co,Fe,Cu,Zr)7 (sinterizado) | 0.9–1.15 | 450–1300   | 150–240         | 800     |
| Alnico (sinterizado)           | 0,6–1,4  | 275        | 10–88           | 700–860 |
| Sr-ferrita (sinterizado)       | 0,2–0,4  | 100–300    | 10–40           | 450     |

## Tipos

### Samario-cobalto
Los imanes de samario-cobalto (fórmula química: SmCo5), la primera familia imanes de tierras raras inventados, son menos usados que los imanes de Neodimio debido a su alto costo y una fuerza de campo magnético más débil en comparación a estos. Sin embargo, los imanes de samario-cobalto tienen una mayor temperatura de Curie, creando un nicho para estos imanes en aplicaciones donde se necesita alta fuerza de campo a altas temperaturas de operación. Son altamente resistentes a la oxidación, pero los imanes de samario-cobalto sinterizados son frágiles y propensos a astillarse y agrietarse, y pueden fracturarse cuando son sujetos a choque térmico.

### Neodimio

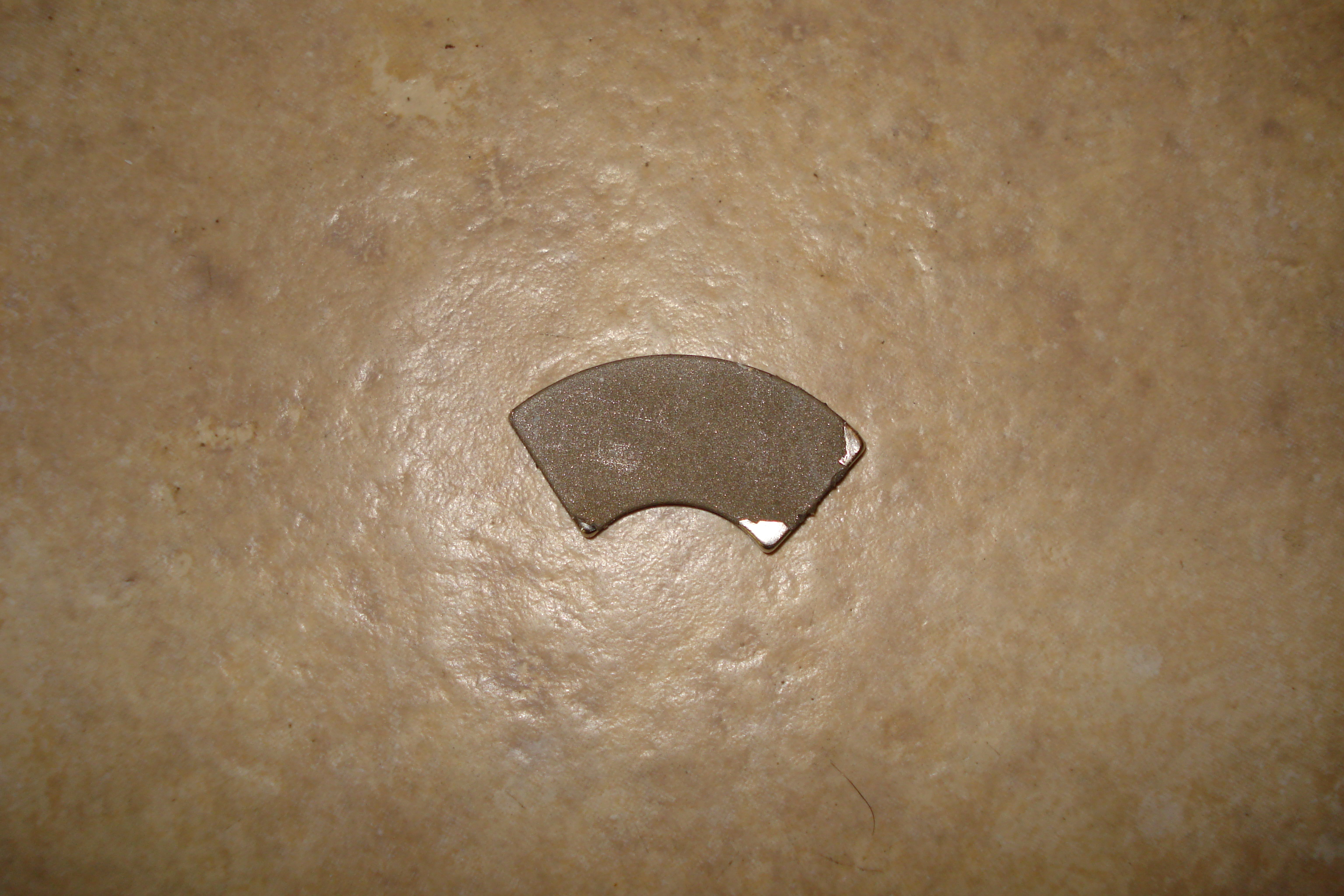
Imán de neodimio con lámina de níquel parcialmente removida.

Los imanes de neodimio, inventados en los años 1980, son los más fuertes y más asequibles imanes de tierras raras. Están hechos de una aleación de neodimio, hierro y boro: (Nd2Fe14B). Estos imanes tienen mayor fuerza de campo magnético pero menor temperatura de Curie, además son más vulnerables a la oxidación que los imanes de samario-cobalto. El uso de tratamientos protectores de superficie tales como laminado con oro, níquel, cinc y estaño y revestimiento con resina epoxi, puede proveer protección contra la corrosión cuando sea requerida. Los imanes de neodimio son utilizados en numerosas aplicaciones que requieren imanes fuertes y compactos, tales como motores eléctricos para herramientas inalámbricas, discos duros, y sujetadores y broches magnéticos de joyería.
Originalmente, el alto costo de estos imanes limitaba su uso para aplicaciones que requerían compactibilidad junto con una alta fuerza de campo. Tanto las materias primas como las licencias de patentes eran caras. A comienzos de los años 1990, los imanes de neodimio se han vuelto continuamente menos caros, y el bajo coste ha inspirado nuevos usos tales como juguetes de construcción magnéticos.

## Riesgos
La gran fuerza ejercida por los imanes de tierras raras creó riesgos que no habían sido vistos con otros tipos de imanes. Imanes mayores que unos pocos centímetros son suficientemente fuertes para causar lesiones a las partes del cuerpo atrapadas entre dos imanes o entre un imán y una superficie metálica, causando incluso huesos rotos. Los imanes que se colocan muy cerca uno del otro pueden golpearse con suficiente fuerza para astillar y hacer pedazos el material quebradizo, y las astillas que vuelan pueden causar lesiones. Ha habido casos de niños que se han tragado varios imanes y tuvieron un pliegue del aparato digestivo quedando atrapado entre los imanes, causando lesiones o la muerte. Los fuertes campos magnéticos en sí mismos pueden conllevar riesgos tales como borrar medios magnéticos de almacenamiento de información, como discos duros y tarjetas de crédito, y magnetizar la máscara de sombra de monitores CRT a una distancia significativa.

## Aplicaciones
Debido a que sus precios se volvieron competitivos en los años 1990s, los imanes de neodimio han ido reemplazando paulatina pero velozmente a los imanes de alnico y ferrita en muchísimas aplicaciones de la tecnología moderna que requieren imanes poderosos. Su mayor fuerza permite que se utilicen imanes más pequeños y ligeros para una aplicación dada.

### Aplicaciones comunes
Las aplicaciones comunes de los imanes de tierras raras incluyen:
- Discos duros tanto portátiles como de ordenadores.
- Aerogeneradores.
- Altavoces y auriculares.
- Dínamos de bicicleta.
- Frenos de carretes de pesca.
- Motores de imanes permanentes en taladros inalámbricos.
- Linternas con auto-alimentación, empleando imanes de tierras raras para generar electricidad en un movimiento de sacudida.

### Otras aplicaciones
Otras aplicaciones de los imanes de tierras raras incluyen:
- Motores lineales (usados en trenes de levitación magnética, etc.)
- Experimentación en levitación diamagnética, el estudio de dinámica de campos magnéticos y levitación por superconductividad (Efecto Meissner).
- Rodamiento electrodinámico.
- Tecnología de montañas rusas lanzadas.
- LED Throwie, un LED throwie (lanzamiento de LEDs) es un pequeño LED unido a una pila de reloj de pulsera y un imán de tierras raras (usualmente con epoxi conductor o cinta eléctrica), usado con el propósito de crear grafiti no destructivo y pantallas de luz.
- Pastillas para guitarra eléctrica.
- Miniaturas para juegos en particular Warhammer 40,000 y Warhammer Fantasy Battle. Los imanes de tierras raras han ganado popularidad en la comunidad de juegos de miniaturas por su pequeño tamaño y relativa fuerza asistiendo en el intercambio de armas entre modelos para adherirse a conversiones WYSIWYG.
- Windbelt para generación de electricidad mediante principios de inducción electromagnética y flameo aeroelástico.